# Alajärvi (ville)
Pour les articles homonymes, voir Alajärvi.
Alajärvi est une municipalité du centre-ouest de la Finlande, dans la région d'Ostrobotnie du Sud.
La commune de Lehtimäki est fusionné avec la ville de Alajärvi le 1er janvier 2009.

## Géographie
La municipalité est située au nord-est de la province, là où le relief commence à s'élever légèrement à la différence des grandes plaines qui s'étendent plus à l'ouest. La commune forme un rectangle de 50 km de long sur 15 de large. L'ouest et le nord sont plats et agricoles, le sud et surtout l'est sont plus vallonnés, traversés par la moraine de Suomenselkä.
Au nord s'étend le lac Lappajärvi, un cratère météoritique en Finlande.
Le centre administratif, bordé par le lac Alajärvi qui lui a donné son nom, concentre une nette majorité de la population.
La commune est entourée par les municipalités de Alavus, Ähtäri et Soini au sud, Kuortane au sud-ouest, Lapua à l'ouest, Lappajärvi et Vimpeli au nord, Perho au nord-est (Ostrobotnie-Centrale) et Kyyjärvi à l'est (Finlande-Centrale).

## Architecture
Alvar Aalto a conçu de nombreux bâtiments d'Alajärvi. Les plus importants sont :
| Ouvrage                       | Construction | Réf.   |
| ----------------------------- | ------------ | ------ |
| Mammula                       |              | ,      |
| Monuments mémoriaux de guerre | 1920, 1956   | [ 6 ]  |
| Club des jeunes               | 1920         | [ 7 ]  |
| Hôpital municipal             | 1928         | [ 8 ]  |
| Villa Väinölä                 | 1926         | [ 9 ]  |
| Villa Flora                   | 1926         | [ 10 ] |
| Mairie                        | 1967         | [ 11 ] |
| Centre médical                | 1968         | [ 12 ] |
| Maison paroissiale            | 1970         | [ 13 ] |
| Bibliothèque municipale       | 1966, 1991   | ,      |

## Démographie
Depuis 1980, l'évolution démographique d'Alajärvi est la suivante:
| Année      | 1980   | 1985   | 1990   | 1995   | 2000   | 2005   | 2010   |
| ---------- | ------ | ------ | ------ | ------ | ------ | ------ | ------ |
| population | 11 089 | 11 683 | 11 963 | 11 890 | 11 503 | 10 910 | 10 487 |

| Année      | 2015   | 2020  |
| ---------- | ------ | ----- |
| population | 10 006 | 9 950 |

## Transports
L'axe routier principal est la nationale 16, orientée ouest-est de Vaasa à Kyyjärvi.
Alajärvi est aussi traversée par la route principale 68 et par les routes régionales 711 et 714.

## Personnalités
La ville est connue par les amateurs d'architecture pour avoir été pendant plusieurs années le lieu de résidence d'Alvar Aalto, qui a construit la plupart des bâtiments publics de la cité (notamment l'hôpital et l'hôtel de ville).
- Alvar Aalto, architecte
- Eino Kaila, philosophe
- Ari Mannio, lanceur de javelot
- Eero Nelimarkka, artiste plasticien, professeur
- Verner Thomé, peintre
- Reijo Vähälä, sauteur en hauteur

## Galerie

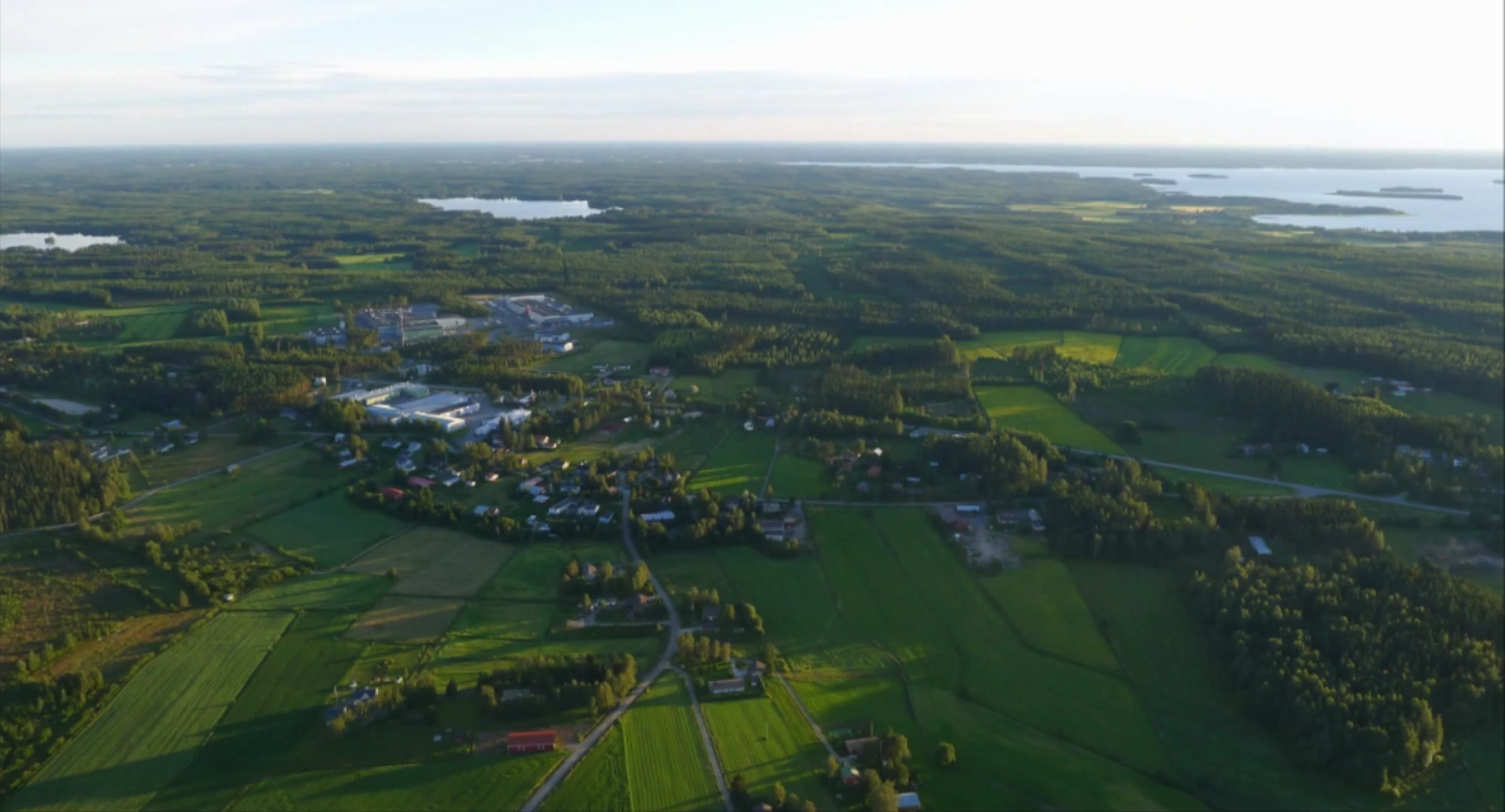
Luoma-Aho à Alajärvi.
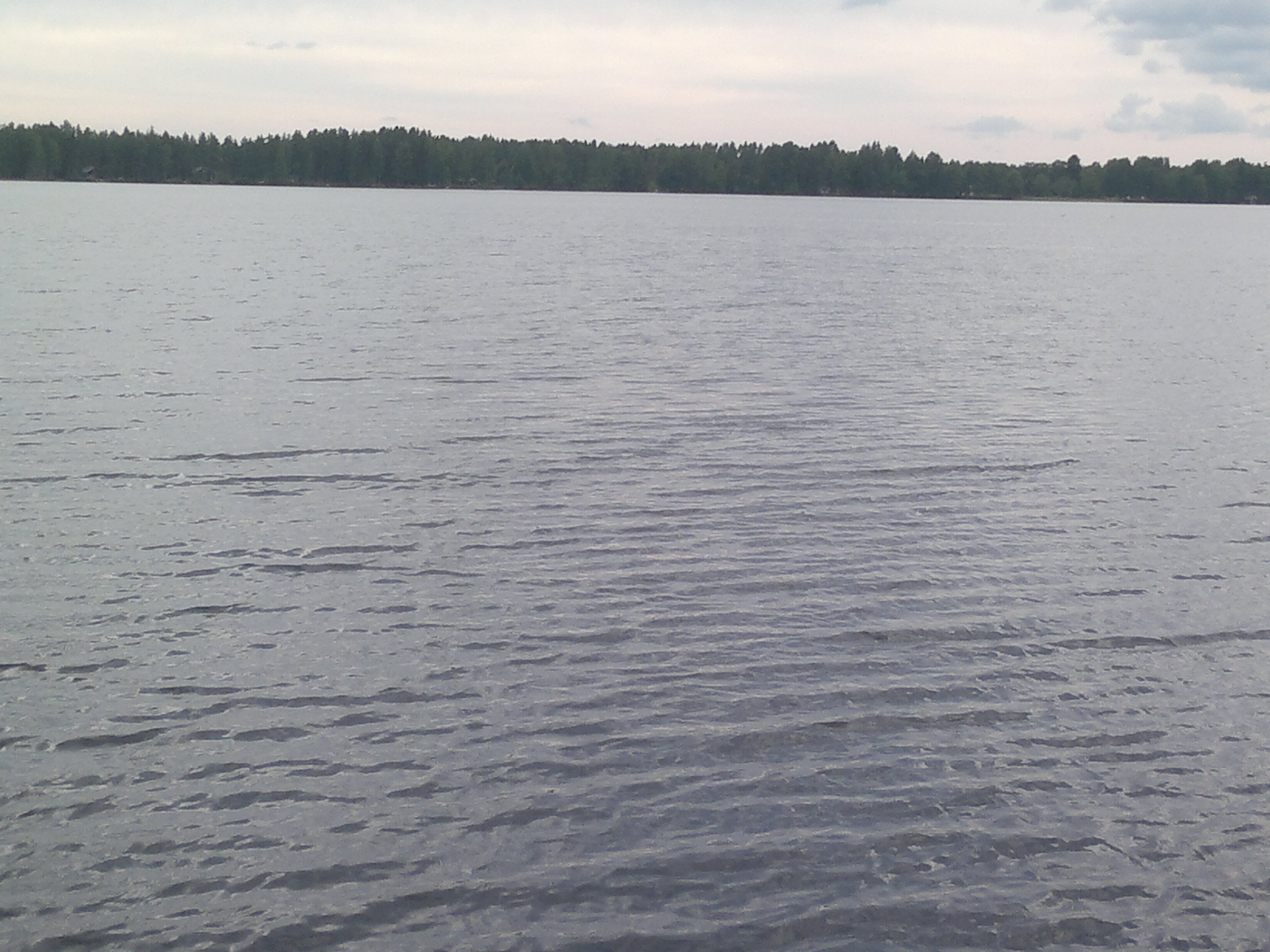
Le lac Kätkänjärvi à Alajärvi.
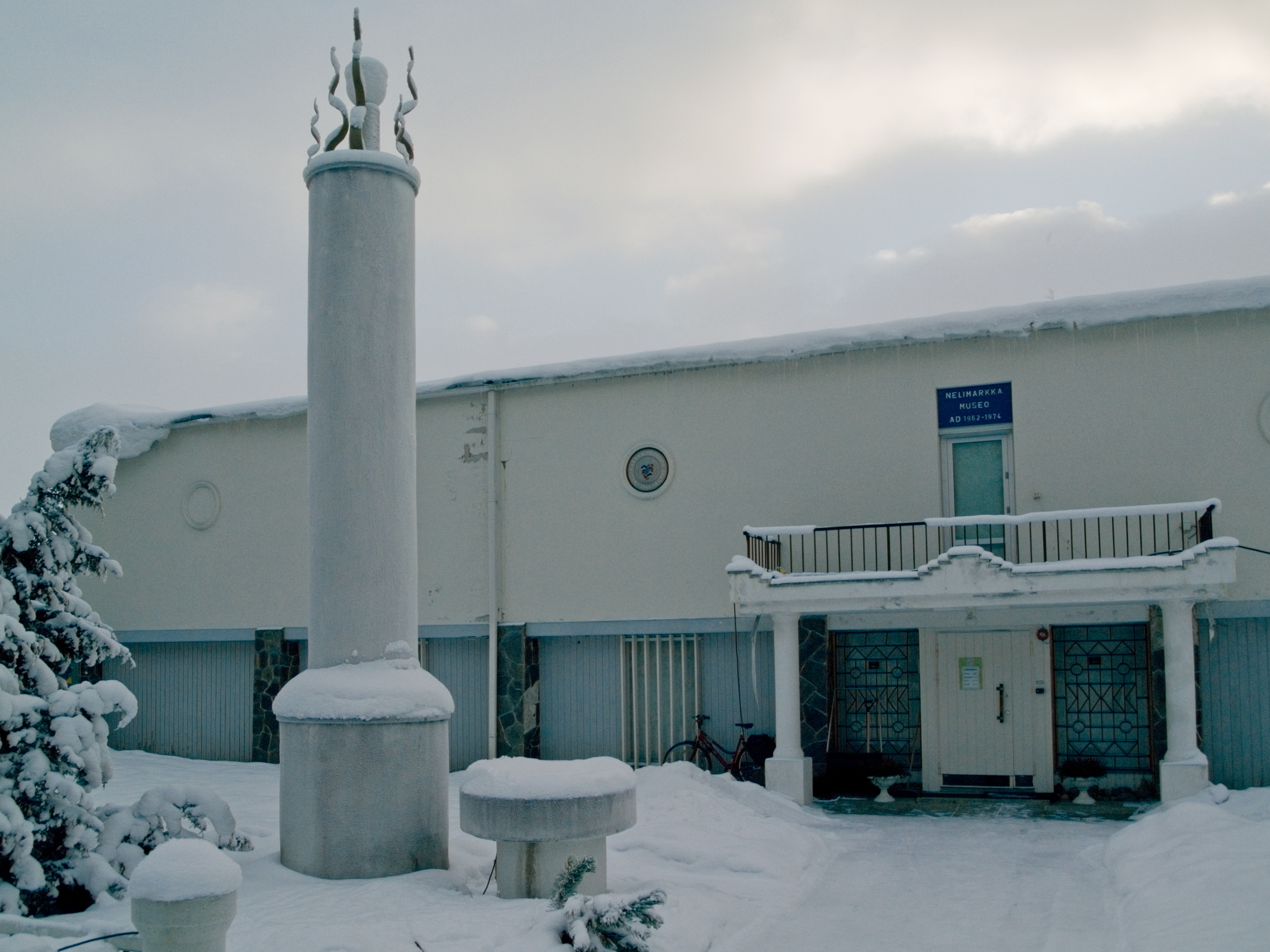
Musée d'art Nelimarkka.
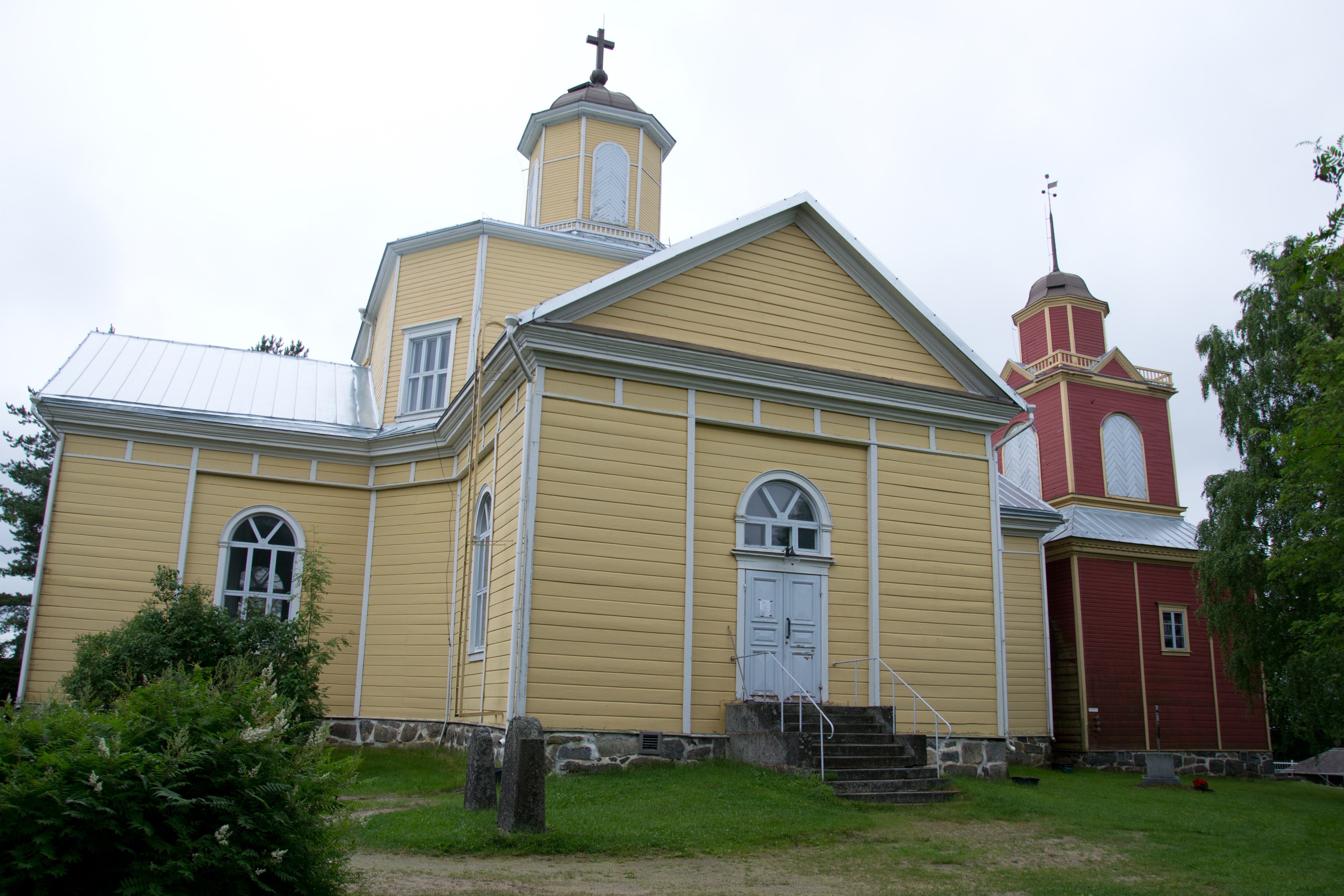
Église de Lehtimäki.
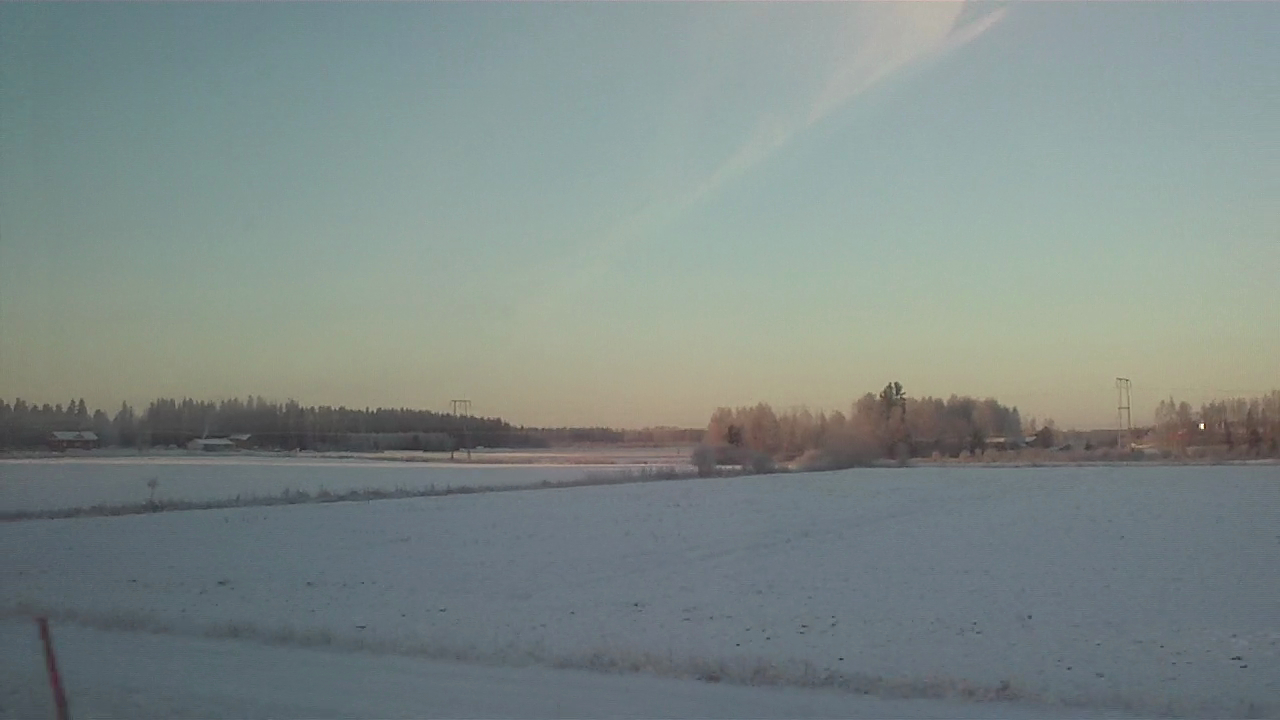
Plaines d'Alajärvi.